# 206 Герсілія
206 Герсілія (206 Hersilia) — астероїд головного поясу, відкритий 13 жовтня 1879 року К. Г. Ф. Петерсом.